# Svájc vasúttársaságainak listája

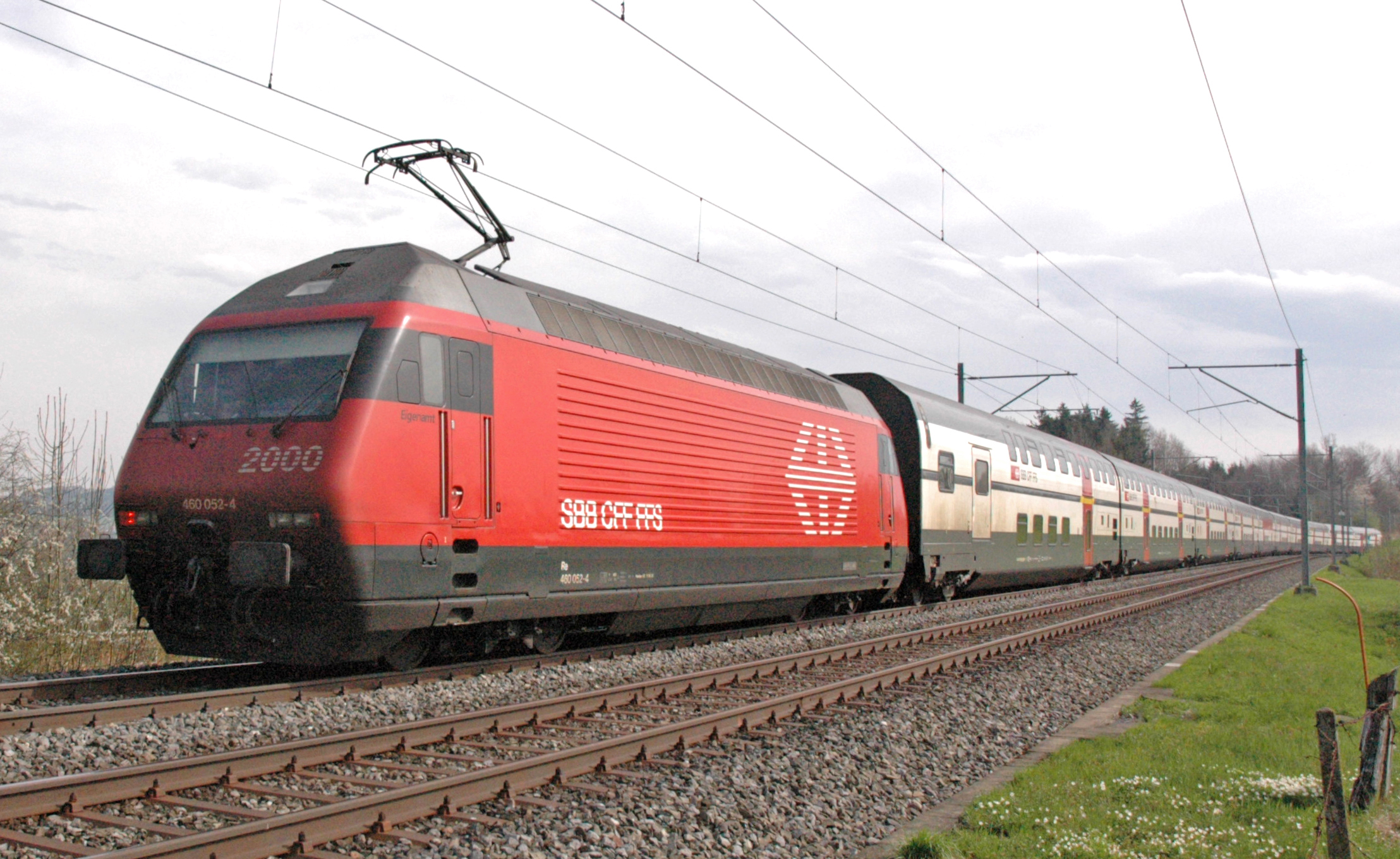
SBB Re 460 villamos mozdony

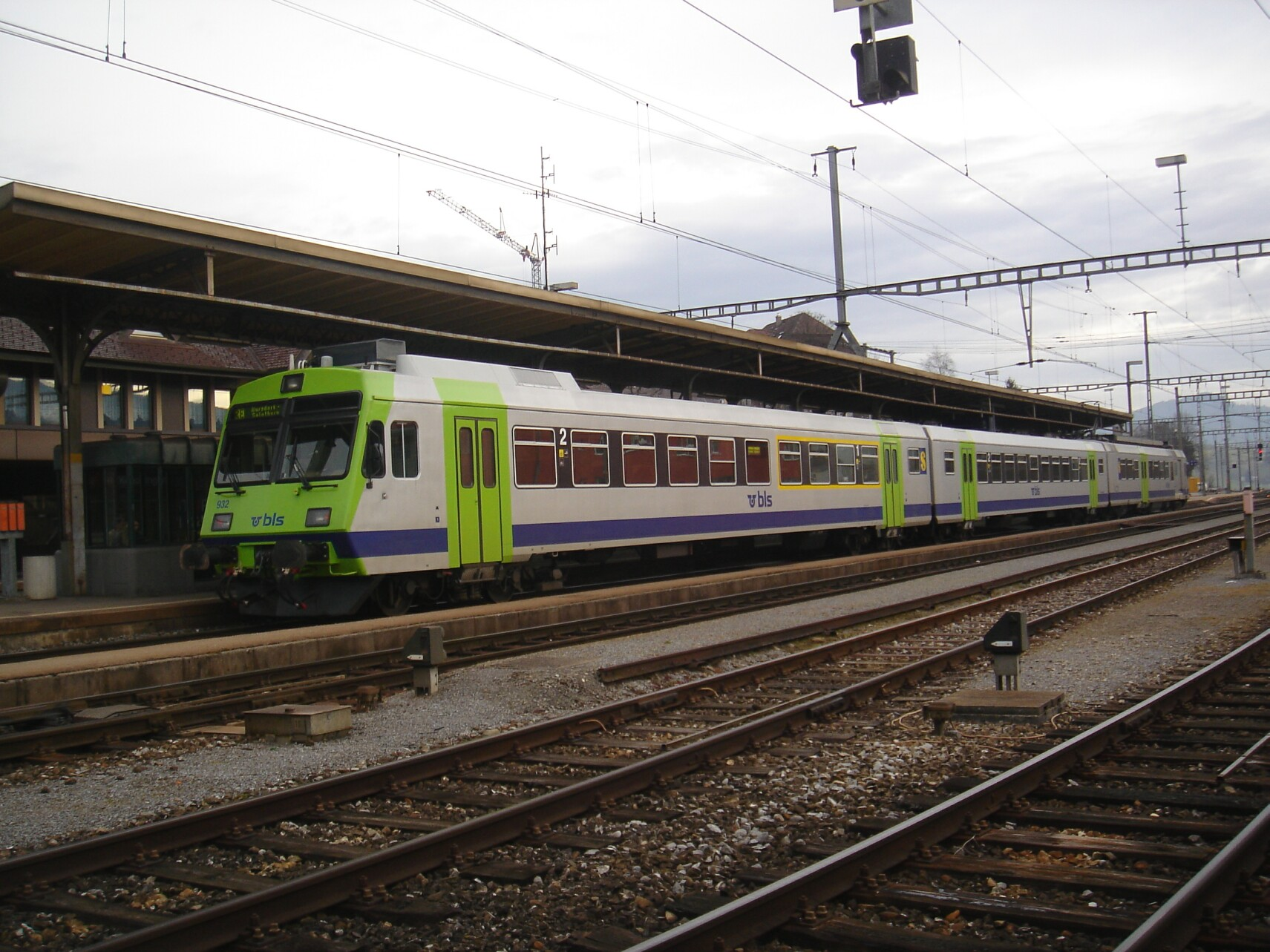
A BLS egyik villamos motorvonata Konolfingenben

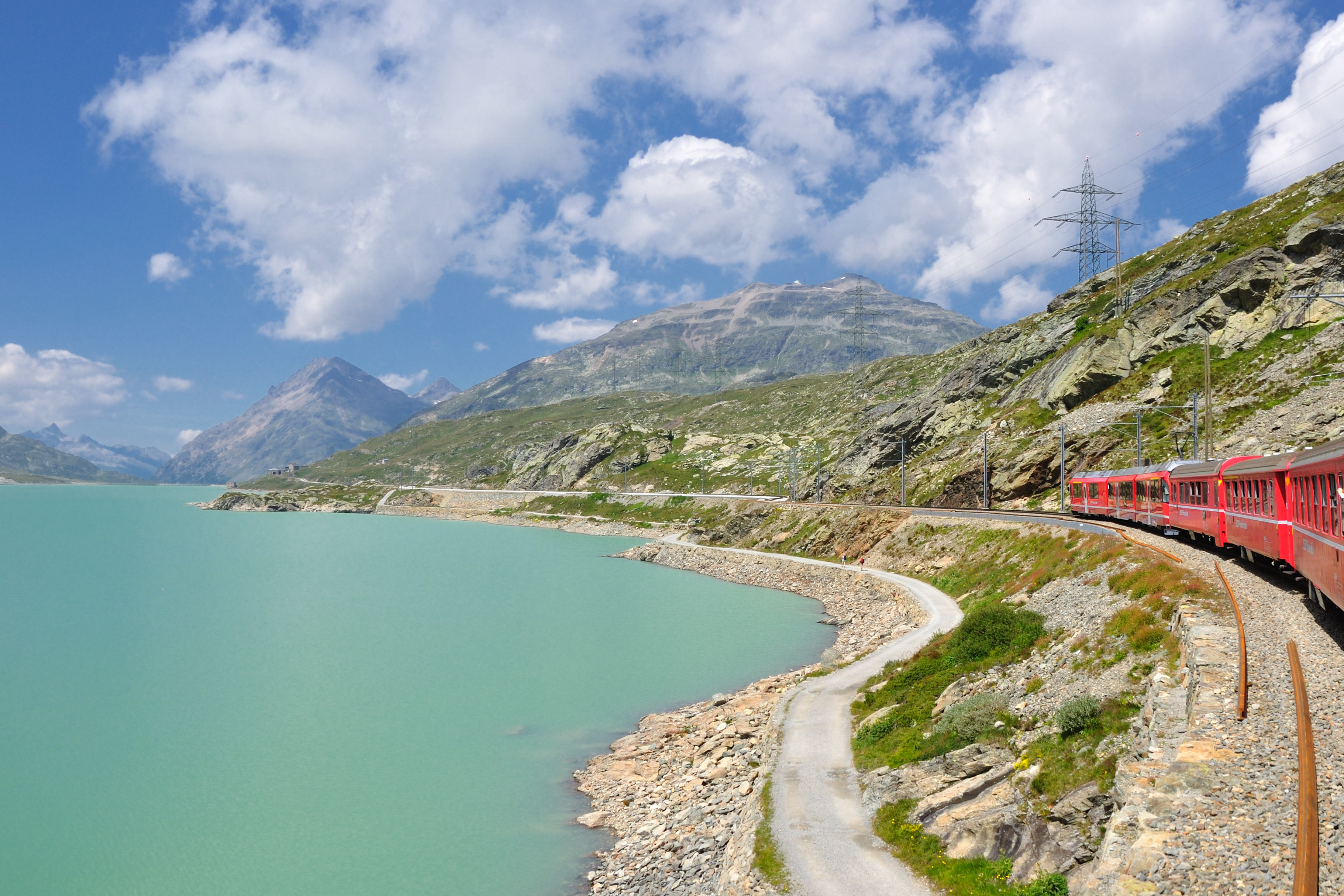
A Rhätische Bahn egyik vonala

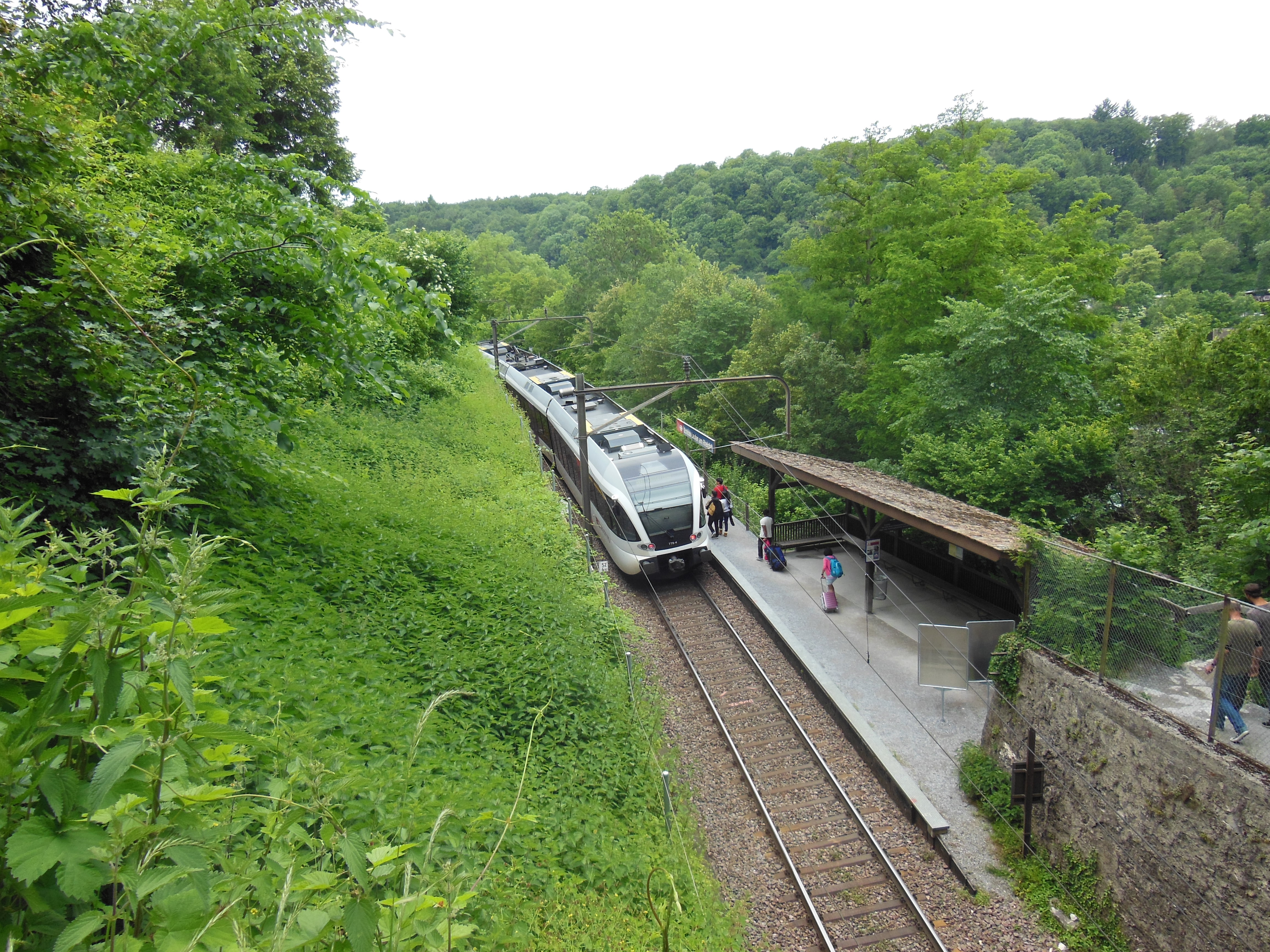
A Thurbo egyik villamos motorvonata

Ez a lista Svájc vasúttársaságainak nevét tartalmazza.
- SBB - Schweizerische Bundesbahnen
- AAR - AAR busz + vasút
- AB - Appenzeller Bahnen
- ASm - Aare-Seeland Mobil
- BAM - Chemin de fer Bière-Apples-Morges
- BDWM Transport AG
- BLS - BLS AG
- BLT - Baselland Transport
- BOB - Berner Oberland-Bahnen
- BRB - Brienz-Rothorn-Bahn
- CFF - Chemins de Fer Fédéraux Suisses (=SBB)
- CIS - Cisalpino AG
- CJ - Chemins de fer du Jura
- Crossrail
- Db - Dolderbahn
- FART - Ferrovie Autolinee Regionali Ticinesi
- FB - Forchbahn
- FFS - Ferrovie Federali Svizzere (=SBB)
- FLP - Ferrovie Lugano-Ponte Tresa
- FR - Ferrovia Retica (=RhB)
- FW - Frauenfeld-Wil-Bahn
- GGB - Gornergratbahn
- JB - Jungfraubahn Holding
- LEB - Chemin de fer Lausanne-Echallens-Bercher
- MG - Ferrovia Monte Generoso
- MGB - Matterhorn-Gotthard-Bahn
- MIB/KWO - Meiringen-Innertkirchen-Bahn/Kraftwerk Oberhasli
- MOB - Chemins de fer Montreux-Oberland Bernois
- MVR - Transport Montreux-Vevey-Riviera
- NStCM - Chemin de fer Nyon-St.-Cergue-Morez
- OC - Chemin de fer Orbe-Chavornay
- OeBB - Oensingen-Balsthal-Bahn
- PB - Pilatusbahn
- R4C - Rail4Chem Transalpin AG
- RB - Rigi-Bahnen
- RBS - Regionalverkehr Bern-Solothurn
- RhB - Rhätische Bahn
- RHB - Rorschach-Heiden-Bergbahn (now part of AB)
- RhW - Bergbahn Rheineck-Walzenhausen (now part of AB)
- RTS - Rail Traction Services AG
- SOB - Schweizerische Südostbahn AG
- ST - Sursee-Triengen-Bahn
- SZU - Sihltal-Zürich-Uetliberg-Bahn
- TB - Trogenerbahn (now part of AB)
- THURBO - Thurbo AG
- TL - Transport de la région Lausannoise
- TMR - Transports de Martigny et Régions SA
- TN - Transports publics du littoral Neuchâtelois
- TPC - Transports Publics du Chablais
- TPF - Transports Publics Fribourgeois
- TRAVYS - Transports Vallée de Joux, Yverdon-les-Bains, Ste. Croix
- TRN - Transports Régionaux Neuchâteloises SA
- TTE - Trains Touristiques d'Emosson
- VR - Viafier Retica (=RhB)
- WB - Waldenburgerbahn
- ZB - Die Zentralbahn